# Guido Karutz
Guido Karutz (* 21. Dezember 1936; † 21. Juli 2016) war ein deutscher Gymnasiallehrer, Germanist und Deutschdidaktiker.

## Leben
Anfang der 1970er Jahre war Karutz Assistent von Karl Konrad Polheim an der Universität Bonn. Viele Jahre war Karutz Studiendirektor am Nelly-Sachs-Gymnasium in Neuss und unterrichtete dort Deutsch, Philosophie und evangelische Religion. Er lehrte als Fachleiter u. a. auch am Staatlichen Studienseminar Duisburg II, schrieb zahlreiche Aufsätze, u. a. für das Hebbel-Jahrbuch, und engagierte sich nach seiner Pensionierung mit Seminaren zur Literatur und Philosophie in verschiedenen Einrichtungen der Erwachsenenbildung. So gründete er an der Katholischen Akademie Schwerte die Veranstaltungsreihe „Forum Classicum“.

## Veröffentlichungen
- Typologie des Dramas. Düsseldorf 1976.
- Hilfen für erste Deutschstunden. Stuttgart 1979.
- (Hrsg.) Entscheidung. Zehn Erzählungen für die Sekundarstufe II. Stuttgart 1996.
- (Hrsg.) „Funken, die Sonnen entstammen“. Ein Hebbel-Lesebuch. Grevenbroich 2006.